# Masakry w Kandanos i Kondomari

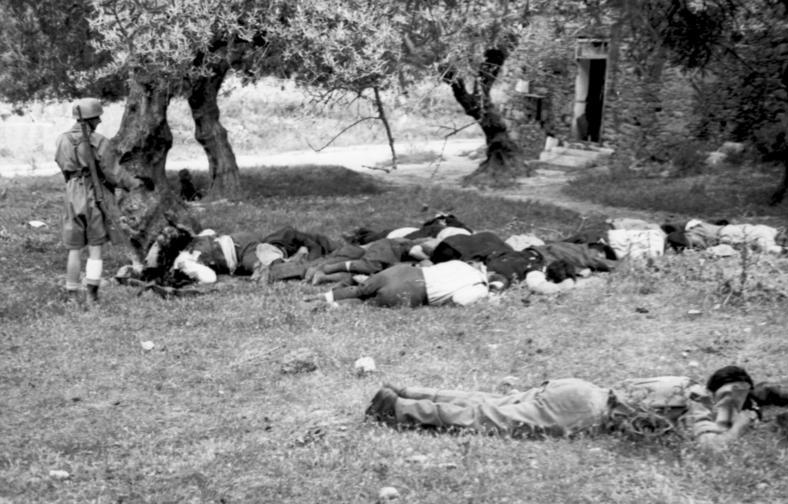
Zwłoki zamordowanych mieszkańców Kondomari

Masakry w Kandanos i Kondomari – masowe mordy na mieszkańcach wsi Kandanos i Kondomari, dokonane przez żołnierzy Wehrmachtu w pierwszych dniach czerwca 1941 roku, tuż po zakończeniu bitwy o Kretę. 
Zbrodni dokonano w odwecie za aktywny udział cywilnej ludności Krety w walce z niemieckimi siłami inwazyjnymi. W obu wsiach zostało zamordowanych około 200 cywilów, w tym kobiety i dzieci. Do 9 września 1941 roku na całej wyspie rozstrzelano co najmniej 1135 mieszkańców.

## Udział cywilów w bitwie o Kretę

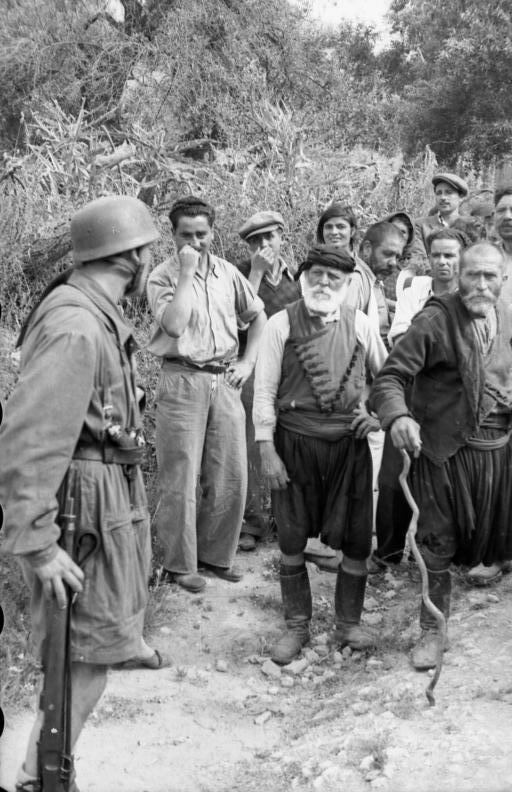
Niemiecki spadochroniarz w rozmowie z kreteńskimi cywilami

20 maja 1941 roku rozpoczął się niemiecki desant na Krecie. W pięciu punktach wyspy zostało zrzuconych 8 tys. spadochroniarzy z 7. Dywizji Lotniczej. Wszędzie natrafili oni na zaciekły opór alianckiego garnizonu (tzw. Creforce). Dzięki złamaniu szyfru „Enigmy” alianci byli doskonale poinformowani o niemieckich planach, stąd mogli zadać 7. Dywizji Lotniczej bardzo ciężkie straty. W ciągu kilku pierwszych dni zginęły tysiące niemieckich spadochroniarzy i jedynie nieudolność dowództwa Creforce oraz całkowita przewaga w powietrzu posiadana przez Luftwaffe, pozwoliły Niemcom przechylić szalę zwycięstwa na swoją stronę.
Na etapie przygotowań do desantu Abwehra zapewniła niemieckie dowództwo, że Kreteńczycy przyjaźnie powitają wojska inwazyjne. W rzeczywistości już od pierwszych godzin bitwy cywilna ludność Krety spontanicznie i masowo przyłączała się do walki po stronie regularnych wojsk alianckich. Kreteńczycy uzbrojeni w stare karabiny (niekiedy pamiętające czasy antytureckiego powstania z 1895 roku), widły, topory, a nawet noże, chwytali i zabijali pojedynczych spadochroniarzy oraz urządzali zasadzki na niemieckie oddziały. W walce brały udział nawet kobiety. 20 maja w Kastelli-Kisamos mieszkańcy zdołali niemal bez pomocy regularnego wojska rozgromić niemiecką kompanię, liczącą 72 żołnierzy. Siedemnastu pozostałych przy życiu Niemców musieli przed rozwścieczonymi Kreteńczykami chronić nowozelandzcy oficerowie.

Podczas drogi do miasta, nasze wyposażenie i przedmioty wartościowe zostały nam odebrane. Cywile w szczególności traktowali nas okropnie, bili nas i pluli na nas. Poza jednym czy dwoma wyjątkami, greccy i brytyjscy żołnierze zachowywali się poprawnie – Kurt Pauli, niemiecki spadochroniarz wzięty do niewoli pod Kastelli.

W rejonie Modi wieśniacy uzbrojeni w stare strzelby i narzędzia rolnicze zaatakowali lądujących spadochroniarzy i wspólnie z nowozelandzkimi żołnierzami zadali ich kompanii sześćdziesięcioprocentowe straty. Podobny przebieg miała walka w sąsiedniej wsi Gerani. Tego samego dnia ludność cywilna pomogła żołnierzom greckiego 8. pułku piechoty odeprzeć atak niemieckich saperów spadochronowych na wieś Alikianos. Kreteńczycy licznie chwycili za broń także w rejonie Chani, Heraklionu i Retimno. Kreteńskim cywilom przypisuje się odpowiedzialność nawet za 1/3 strat poniesionych przez siły inwazyjne podczas dziesięciodniowej bitwy.
Silne poczucie niezależności oraz wielowiekowa tradycja stawiania oporu obcym najeźdźcom, głęboko wpisane w mentalność Kreteńczyków, były zdaniem Georga L. Soubassisa główną przyczyną, dla której wzięli oni tak masowy udział w bitwie. Callum MacDonald wskazuje z kolei, że powszechną nienawiść do Niemców wywołały niszczące naloty Luftwaffe, które regularnie spadały na wyspę w tygodniach poprzedzających inwazję.
Postawa Kreteńczyków była szokiem dla niemieckich żołnierzy. Był to bowiem pierwszy przypadek w czasie II wojny światowej, gdy Wehrmacht spotkał się z tak masowym oporem ze strony ludności cywilnej. Winą za ciężkie straty poniesione przez elitarne oddziały spadochronowe szybko obarczono mieszkańców Krety. Wśród niemieckich żołnierzy krążyły pogłoski, iż kreteńscy cywile, nie wyłączając kobiet, torturowali i okrutnie mordowali rannych lub wziętych do niewoli spadochroniarzy. Odnajdywać miano okaleczone zwłoki z poderżniętymi gardłami, wydłubanymi oczami, odciętymi palcami, językami, nosami i penisami. W niemieckich źródłach pojawiły się także oskarżenia o wykorzystywanie niemieckich mundurów i hełmów oraz flag identyfikacyjnych przez kreteńską ludność cywilną i alianckich żołnierzy.
Niewątpliwie mogło dojść do wypadków dobijania rannych, czy znęcania się nad wziętymi do niewoli Niemcami. MacDonald ocenia jednak, że pogłoski na ten temat były znacznie przesadzone. Obrażenia, które żołnierze brali za ślady tortur i okaleczeń, były zazwyczaj efektem bardzo szybkiego rozkładu zwłok, spowodowanego panującymi na Krecie upałami oraz działalnością ptaków i innych padlinożerców. Wiele ran ciętych i kłutych powstało także w czasie walk wręcz, które toczono przy użyciu bagnetów, noży lub łopatek saperskich. Niemieccy żołnierze i oficerowie, spośród których wielu nie brało wcześniej udziału w walce i nie widziało zwłok poległych, nie potrafili jednak prawidłowo zinterpretować tych obrażeń. Historie o torturach i okaleczeniach uznawał za wymysł nawet niemiecki uczestnik bitwy i późniejszy komendant garnizonu okupacyjnego Krety płk Bruno Bräuer. O tym, że kreteńscy cywile dopuścili się licznych zbrodni wojennych, jest natomiast przekonany niemiecki historyk Heinz Richter.
Sprawa zbrodni wojennych popełnianych rzekomo przez ludność Krety była przedmiotem dochodzenia, które przez trzy miesiące prowadził dwunastoosobowy zespół sędziów Wehrmachtu. O ile we wstępnym raporcie z 4 czerwca zapisano, że „wielu spadochroniarzy zostało poddanych nieludzkiemu traktowaniu lub okaleczeniom”, o tyle późniejsze wyniki śledztwa nie potwierdziły tej tezy. Niemieccy sędziowie doliczyli się bowiem jedynie około 25 przypadków okaleczenia niemieckich żołnierzy, przy czym najwięcej, tj. od sześciu do ośmiu, w rejonie Kastelli. W zdecydowanej większości przypadków obrażenia powstały już po śmierci żołnierza. 
Niemniej nie czekając na wyniki dochodzenia, niemieckie dowództwo jeszcze przed zakończeniem bitwy zarządziło przeprowadzenie zakrojonej na szeroką skalę akcji odwetowej wobec cywilnej ludności Krety. MacDonald jest jednak zdania, że represje nastąpiłyby nawet gdyby informacje o okrucieństwach Kreteńczyków zostały odpowiednio wcześniej zdementowane, gdyż niemieckie dowództwo nie puściłoby płazem masowego udziału cywilów w walce. Antony Beevor wskazuje, że bezwzględne traktowanie prawdziwych i domniemanych partyzantów było wpisane w niemiecką doktrynę wojenną. Soubassis także dopatruje się przyczyn represji w fakcie, iż udział cywilów w walce stał w kompletnej sprzeczności z „pruskim postrzeganiem zasad prowadzenia wojny”. Dodaje jednocześnie, że ciężkie straty poniesione podczas bitwy negatywnie wpłynęły na morale niemieckich żołnierzy, powodując, że później wyładowali oni swą frustrację na ludności cywilnej.

## Niemiecki odwet

### Reakcja niemieckiego dowództwa

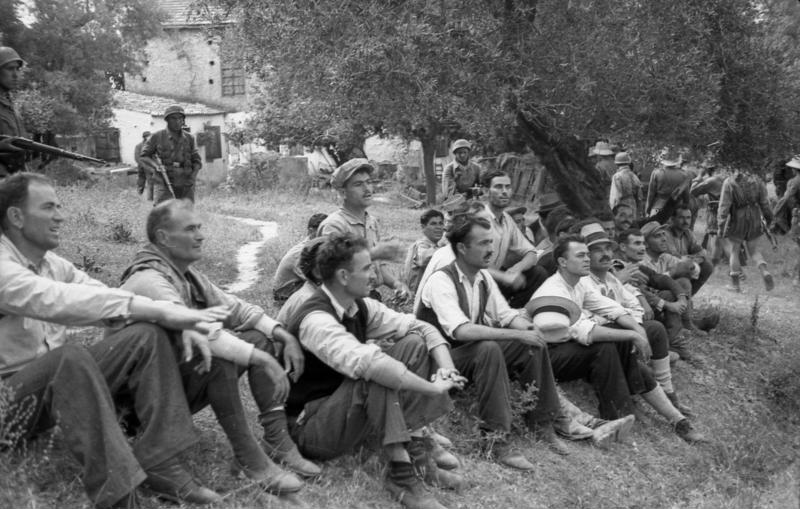
Grupa zakładników z Kondomari

Rozkazy dotyczące represji wobec ludności Krety wydał jako pierwszy gen. Julius Ringel – dowódca 5. Dywizji Strzelców Górskich, która od trzeciego dnia bitwy wzięła na siebie główny ciężar walk. 23 maja zarządził rozstrzelanie każdego cywila schwytanego z bronią w ręku. Rozkazał jednocześnie, aby w każdym okręgu wzięci zostali zakładnicy spośród mężczyzn w wieku od 18 do 55 lat. W odwecie za jakikolwiek „wrogi akt” wobec Niemców każdorazowo miało zostać straconych dziesięciu zakładników. Ringel zagroził ponadto, że doszczętnie palone będą wsie znajdujące się w pobliżu miejsc, w których doszło do antyniemieckich incydentów. Ulotki z treścią tego zarządzenia zostały rozrzucone przez niemieckie samoloty.
Gdy do Berlina dotarły pierwsze raporty z Krety, Reichsmarschall Hermann Göring zarządził wszczęcie sądowego dochodzenia w sprawie zbrodni wojennych popełnianych przez obrońców wyspy. Rozkazał jednocześnie kierującemu inwazją gen. Kurtowi Studentowi zastosować „najsurowsze kroki odwetowe”, łącznie z wymordowaniem  wszystkich Kreteńczyków płci męskiej lub ich deportacją. 
31 maja 1941 roku Student wydał rozkaz, w którym stwierdził, że „jest pewne, że ludność cywilna, włącznie z kobietami i chłopcami, brała udział w walkach, dokonywała sabotażu, okaleczała i zabijała rannych żołnierzy”, w związku z czym wojska niemieckie wprowadzą karne patrole i represje przeprowadzane z „przykładnym terrorem”. W zestawie środków represyjnych, których stosowanie zalecił podwładnym, znalazły się: 1) rozstrzeliwanie, 2) grzywny, 3) doszczętne niszczenie wiosek przez palenie, 4) „eksterminacja całej męskiej ludności na danym terytorium”, przy czym w dwóch ostatnich przypadkach konieczna miała być jego autoryzacja. Student rozkazał jednocześnie, aby represje były „podejmowane szybko i z pominięciem wszelkich formalności”, gdyż „nie ma potrzeby, aby bestie i morderców osądzały wojskowe trybunały”.
Według nie do końca potwierdzonych informacji kilku niemieckich oficerów, wśród nich szef sztabu 7. Dywizji Lotniczej mjr Conrad-Bernhard hrabia von Üxküll, miało zaprotestować przeciwko masowym egzekucjom ludności cywilnej.
Skutki niemieckiego odwetu jako pierwsi odczuli mieszkańcy Kastelli, którzy skutecznie odparli niemiecki atak w pierwszym dniu bitwy. 24 maja po kilkugodzinnej zaciętej walce miasteczko zdobyli niemieccy saperzy górscy z grupy bojowej mjra Schättego. Uwolnili wtedy kilkunastu spadochroniarzy, którzy cztery dni wcześniej zostali wzięci do niewoli po rozbiciu swojej kompanii. Mimo protestów byłych jeńców, którzy przekonywali, że traktowano ich zgodnie z zasadami prawa wojennego, a także protestów wziętego do niewoli nowozelandzkiego oficera mjra Beddinga, Schätte zarządził represje wobec ludności cywilnej. Na rynku Kastelli rozstrzelano tego dnia 200 zakładników, wśród których znajdował się czternastoletni chłopiec. 

### Masakra w Kondomari

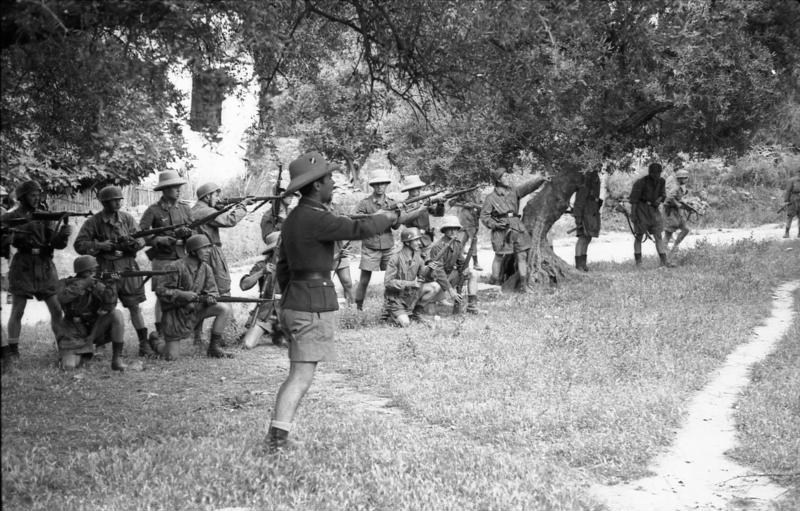
Kondomari, 2 czerwca 1941. Porucznik Horst Trebes (na pierwszym planie) i jego spadochroniarze na chwilę przed egzekucją

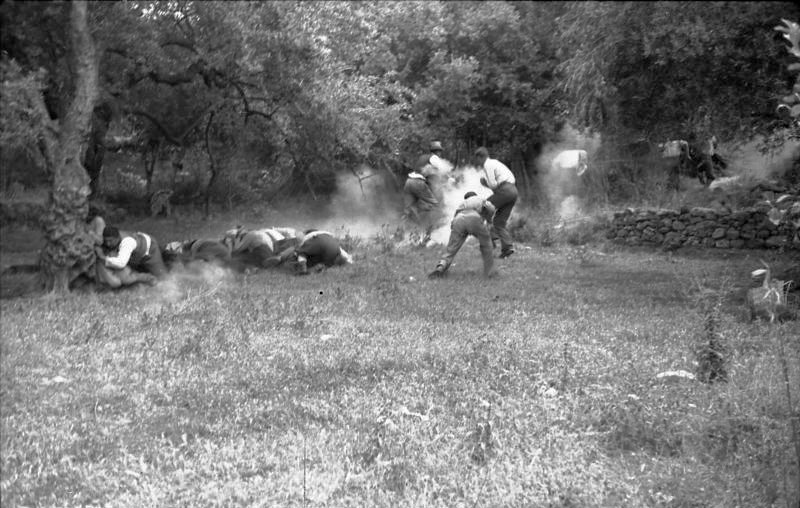
Egzekucja mężczyzn z Kondomari

1 czerwca w pobliżu wsi Kondomari położonej w zachodniej części Krety, niedaleko strategicznie ważnego lotniska Maleme, znaleziono zwłoki dwóch niemieckich spadochroniarzy. Prawdopodobnie zginęli oni z rąk alianckich maruderów lub kreteńskich partyzantów. Następnego poranka do Kondomari przybyły cztery ciężarówki pełne spadochroniarzy. Oddziałem dowodził por. Horst Trebes – oficer znany z bezwzględności, były członek Hitlerjugend. Niemcy otoczyli wieś, po czym zgromadzili na niewielkim placu całą ludność, nie wyłączając kobiet i dzieci. W czasie przeszukania w jednym z domów znaleziono spadochroniarską bluzę, co uznano za jednoznaczny dowód, iż mieszkańcy byli odpowiedzialni za śmierć niemieckich żołnierzy. Spadochroniarze dali wieśniakom godzinę na wydanie zabójców. Gdy ich żądanie nie zostało spełnione, kobiety i dzieci zwolniono do domów, a spośród mężczyzn wybrano dwudziestu jeden zakładników w wieku od 16 do 35 lat. Następnie przewieziono ich w miejsce u podnóża wzgórza leżącego na skraju wsi i tam kazano usiąść w cieniu wielkiego oliwnego drzewa rosnącego obok pobliskiej drogi.
Przez chwilę wydawało się, że cała sprawa rozejdzie się po kościach. Napięcie zelżało do tego stopnia, że niektórzy zakładnicy ucięli sobie drzemkę, znużeni południowym skwarem. Spadochroniarze częstowali ich papierosami i czekoladą. Całą tę scenę obserwował tłum kobiet i dzieci stojących u stoku wzgórza.
Wczesnym popołudniem wydarzenia przybrały dramatyczny obrót. Do drzewa podjechała ciężarówka z grupą spadochroniarzy, którzy bez ostrzeżenia otworzyli ogień z broni maszynowej do leżących w cieniu zakładników. Na ten widok zgromadzone nieopodal kobiety podniosły krzyk i zasypały niemieckich strażników gradem kamieni. Ci wycofali się szybko do ciężarówek i odjechali, nie sprawdzając zwłok swoich ofiar. Kiedy wieśniaczki dotarły na miejsce masakry, okazało się, że jeden z zakładników przeżył. Pozostałych dwudziestu zginęło na miejscu.
Nie zostało rozstrzygnięte, czy Trebes dokonał masakry z własnej inicjatywy, czy też na rozkaz dowództwa.

### Zagłada Kandanos

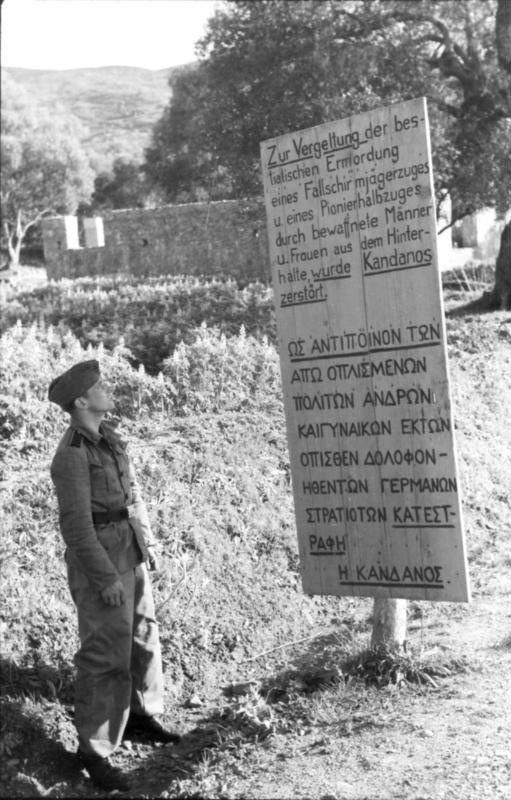
Tablica pozostawiona przez Niemców w Kandanos (tekst na tablicy nie odpowiada w pełni temu, cytowanemu w artykule)

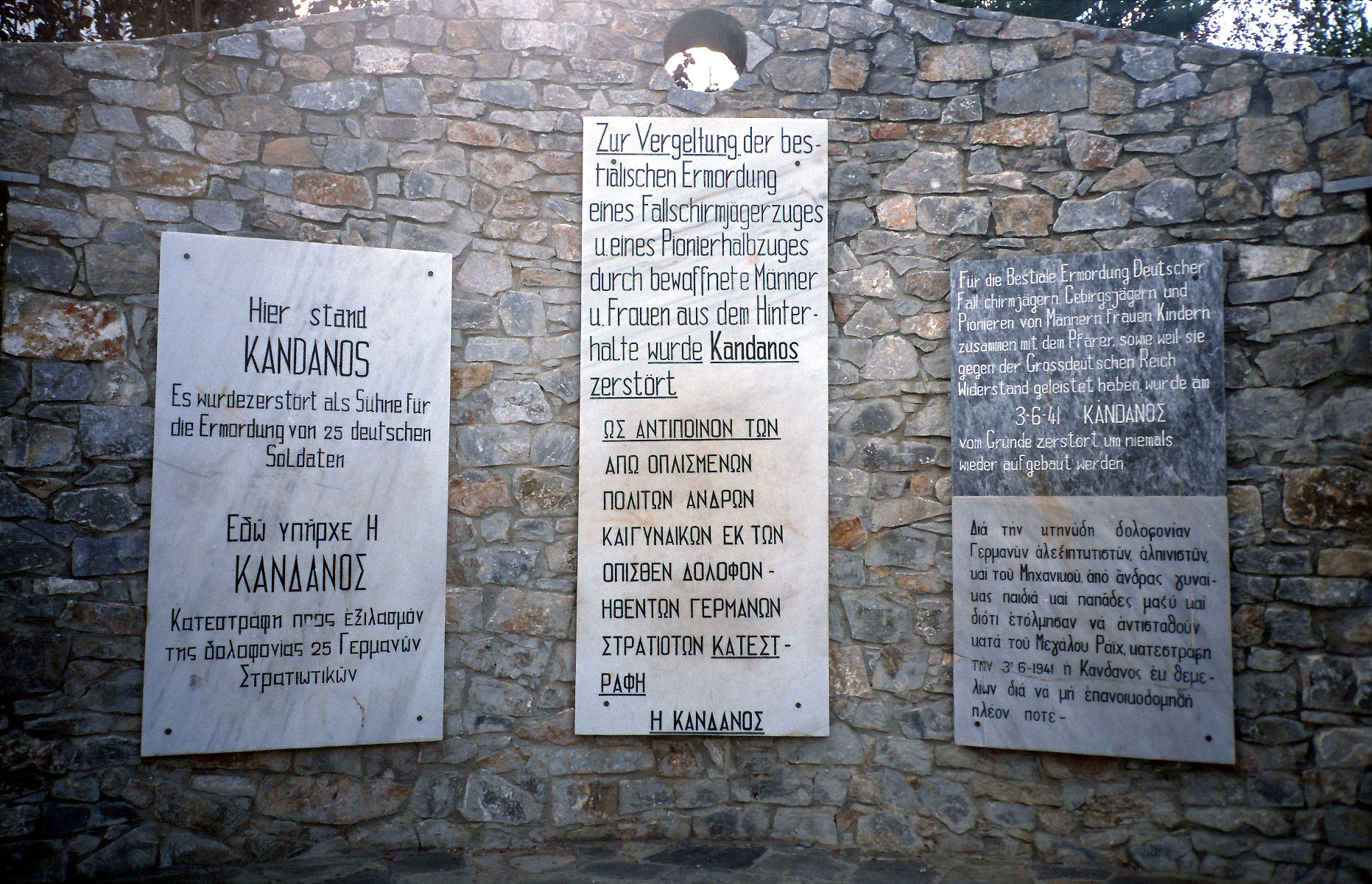
Miejsce pamięci w Kandanos

23 maja w pobliżu wsi Kandanos na południu Krety niemiecki patrol wpadł w zasadzkę urządzoną przez kreteńskich partyzantów, którymi dowodził prawosławny duchowny ojciec Frantzekakis. Cały czternastoosobowy oddział strzelców górskich został wtedy wybity, przy czym zwłok dwóch żołnierzy nigdy nie odnaleziono. Gdy walki na Krecie zaczęły zamierać, Niemcy postanowili wziąć odwet na ludności Kandanos.
3 czerwca wieś została otoczona przez oddział strzelców górskich. Niemcy wymordowali wszystkich mieszkańców Kandanos (w większości starców), zabili wszystkie zwierzęta domowe, a na sam koniec podpalili wszystkie zabudowania. Pewną 80-letnią kobietę wrzucono żywcem do płonącego domu. Łącznie tego dnia z rąk niemieckich strzelców górskich zginęło stu osiemdziesięciu mieszkańców Kandanos.
Na miejscu zniszczonej wsi okupanci zostawili tablicę z napisem w języku greckim i niemieckim, głoszącym:

W odwecie za bestialskie zamordowanie niemieckich spadochroniarzy, saperów i strzelców górskich przez miejscowych mężczyzn, kobiety i dzieci wraz z ich kapłanem oraz za stawianie oporu Wielkiej Niemieckiej Rzeszy Kandanos zostało zniszczone 3 czerwca 1941 roku. Ta wieś nigdy nie będzie odbudowana.

Niemieckie wojska dokonały egzekucji cywilów także w pobliskich wsiach Kakopetros, Floria i Prases. Z niemieckich raportów wynika, że w tym okresie rozstrzelano na Krecie łącznie 878 mężczyzn.

## Epilog
Na polecenie i pod nadzorem ministra Josepha Goebbelsa rozpętano szeroko zakrojoną kampanię propagandową, oskarżając alianckich żołnierzy i kreteńskich cywilów o barbarzyńskie traktowanie niemieckich jeńców wojennych. Propaganda nazistowska obarczała osobistą odpowiedzialnością za owe zbrodnie brytyjskiego premiera Winstona Churchilla, który w jednym z wystąpień stwierdził, że niemieccy spadochroniarze lądowali na Krecie przebrani w nowozelandzkie mundury. Kampania propagandowa była przy tym skierowana głównie do odbiorców zagranicznych, gdyż Goebbels nie chciał wywołać paniki wśród rodzin żołnierzy walczących na Krecie. Zaniepokojone Foreign Office zasugerowało, aby BBC i inne brytyjskie media powstrzymały się przed opisywaniem wkładu Kreteńczyków w obronę wyspy, aby nie dawać Niemcom pretekstu do prześladowania ludności cywilnej. Spotkało się to jednak z oporem greckiego rządu emigracyjnego, który nalegał, aby wkład ten podkreślać.
1 sierpnia wojska niemieckie przeprowadziły ekspedycję karną w rejonie na południe od miasta Chania. We wsiach Alikianos, Furnès i Skenès rozstrzelano wtedy 145 mężczyzn i dwie kobiety. Z kolei 1 września wzmocniony pułk strzelców górskich otoczył i przeczesał równinę Omalos w górach Lefka Ori. Niemcy natknęli się na sporadyczny opór; stracili tylko jednego zabitego i dwóch rannych. Niemniej doraźne trybunały wojskowe osądziły 110 mężczyzn, przy czym 39 cywilów oraz sześciu członków brytyjskiego personelu wojskowego skazano na śmierć.
Beevor podaje, że od rozpoczęcia inwazji do 9 września 1941 roku Niemcy rozstrzelali 1135 mieszkańców Krety. Soubassis szacuje natomiast, że podczas dziesięciodniowej bitwy (20 maja – 1 czerwca) zginęło ponad 8575 Kreteńczyków, uwzględniając także cywilów, którzy polegli w walce z Niemcami. Kolejnych 2 tys. cywilów miało zostać rozstrzelanych w ramach zarządzonej przez Studenta akcji odwetowej. Zniszczeniu uległo niemal 13 tys. domów mieszkalnych.
Zbrodnie te stanowiły przedsmak tego, jak wyglądać będzie okupacja Krety. MacDonald podaje, że do momentu wyzwolenia w maju 1945 roku z niemieckich rąk zginęło 3474 jej mieszkańców. Soubassis szacuje natomiast straty poniesione przez ludność wyspy na około 20 tys. osób, uwzględniając również ofiary głodu. Kreta była jednym z najciężej doświadczonych przez niemiecką okupację regionów Grecji. Odpowiedzią jej mieszkańców na nazistowski terror było utworzenie silnego ruchu partyzanckiego, który wiązał znaczne siły okupanta i z czasem ograniczył niemieckie panowanie jedynie do największych miast.

## Odpowiedzialność sprawców
Przed zakończeniem wojny przed nazistowskim sądem stanął niemiecki korespondent wojenny Franz-Peter Weixler, którego oskarżono o pomoc pewnemu Kreteńczykowi w ucieczce oraz nielegalne wykonanie, a następnie udostępnianie osobom nieupoważnionym zdjęć wykonanych podczas masakry w Kondomari. Został skazany na karę więzienia.
Kurt Student po kapitulacji III Rzeszy trafił do brytyjskiej niewoli i został oskarżony o zbrodnie wojenne. W czasie śledztwa i procesu rozpatrywano jednak wyłącznie zarzuty dotyczące złego traktowania brytyjskich jeńców wojennych na Krecie. Ostatecznie Student został w maju 1947 roku skazany na karę pięciu lat więzienia. Wyrok nie został jednak zatwierdzony przez dowództwo Brytyjskiej Armii Renu. Ponadto brytyjskie władze okupacyjne odmówiły ekstradycji Studenta do Grecji, której władze chciały go osądzić za zbrodnie popełnione na Krecie. W 1948 roku generał został zwolniony z obozu jenieckiego ze względu na stan zdrowia. Do swojej śmierci w 1978 roku mieszkał w Niemczech Zachodnich. Również Julius Ringel nigdy nie stanął przed sądem.
Horst Trebes, sprawca masakry w Kondomari, poległ podczas walk w Normandii w 1944 roku.